# Sains-lès-Fressin
Sains-lès-Fressin ist eine Gemeinde mit 152 Einwohnern (Stand 1. Januar 2022) im französischen Département Pas-de-Calais in der Region Hauts-de-France (bis 2016 Nord-Pas-de-Calais). Sie gehört zum Kanton Fruges im Arrondissement Montreuil. Die Einwohner werden Sainsinois genannt.
Nachbargemeinden sind Créquy im Norden, Planques im Nordosten, Fressin im Süden, Royon im Westen sowie Torcy im Nordwesten.

## Bevölkerungsentwicklung
| Jahr      | 1962 | 1968 | 1975 | 1982 | 1990 | 1999 | 2007 | 2014 |
| Einwohner | 151  | 145  | 148  | 145  | 146  | 173  | 184  | 168  |

## Sehenswürdigkeiten
- Kirche Saint-Jacques
- Kriegerdenkmal